# オーラル・ヒストリー
オーラル・ヒストリー (oral history) あるいは口述歴史（こうじゅつれきし）とは、歴史研究のために関係者から直接話を聞き取り、記録としてまとめること。政治史・労働史・地域史などのように、歴史研究の方法としてフィールドワークの伝統が根づいているところや、学際的な交流がなされてきた研究領域で発展してきた。出自は1920年代の都市社会学におけるシカゴ学派のライフストーリーの方法論にたどることができる。
歴史学では主として文献から歴史を調べてゆくが、文献資料から知られる内容には限りがある。例えば、政策決定の過程を検討しようとしても、文献としては公表された結果のみで、どのようにそうした決定が行われたのかは、文書が残っていないことが多い。また、記録に残ることの多くは特異な事件などであり、一般人の日常生活などは文献にはほとんど残らない。その当時は常識であったことも、年月を過ぎると全くわからなくなるということはよくあることである。
当時の関係者にインタビューを行うことで、文献からはわからないことが様々に知られるようになる。以前からは、社会学の分野において「聞き書き」や「ライフストーリー」という手法が研究手法として確立されている。特に近現代史の研究者の間で1990年代以降、オーラル・ヒストリーが注目されるようになり、組織的な取り組みが行われている（例えば『明治天皇紀』の編纂、国鉄民営化、日米半導体摩擦などをテーマに関係者のインタビューが行われている）。